# 1978 UV
1978 UV är en asteroid i huvudbältet som upptäcktes den 28 oktober 1978 av den amerikanske astronomen Henry L. Giclas vid Anderson Mesa Station.
Asteroiden har en diameter på ungefär 12 kilometer.